# Iskander Mahmudov
Iskander Qahramonovich Mahmudov (in russo Искандар Кахрамонович Махмудов?, Iskandar Kachramonovič Machmudov; Bukhara, 5 dicembre 1963) è un imprenditore uzbeko naturalizzato russo oligarca, miliardario, fondatore e proprietario (dal 1999 al 2022) dell'Ural Mining and Metallurgical Company che detiene partecipazioni di controllo in oltre 40 stabilimenti in 11 regioni della Russia.
Definito "il re di rame della Russia" (quasi la metà della produzione di rame del paese, i 2/3 della produzione di zinco e 1/4 dell'attività di noleggio di metalli erano nelle sue mani), secondo Bloomberg Billionaires Index, il patrimonio netto di Mahmudov era stimato a 9,41 miliardi di dollari USA al 25 maggio 2021
Dopo aver avuto sanzioni per l'invasione russa dell'Ucraina, nel 2022 l'ufficio stampa dell'UMMC ha comunicato che Mahmudov non aveva più il controllo della società e aveva lasciato il consiglio di amministrazione.

## Biografia
Iskander Mahmudov è nato a Bukhara da una famiglia musulmana uzbeka. Trascorse la sua infanzia e giovinezza a Taškent. I genitori erano insegnanti dell'Università di Taškent. Su loro insistenza, nel 1984 si è laureato in arabo presso la Facoltà di studi orientali dell'Università statale di Taškent. 

## Carriera
Tra il 1984 e il 1986 è stato traduttore per un gruppo di consiglieri e specialisti militari sovietici in Libia. Dal 1986 al 1988 ha lavorato sempre come interprete in Iraq presso l'Amministrazione per la costruzione di strutture militari dello Stato maggiore iracheno.  
Nel 1989, Mahmudov è entrato come esperto senior in attrezzature tecniche a far parte del gruppo di commercio estero di Uzbekintorg, una società monopolistica che all'epoca commerciava cotone sul mercato estero.
La sua carriera imprenditoriale è iniziata nel 1991 come piccolo imprenditore quando si sciolse il blocco sovietico e si moltiplicarono le opportunità economiche per gli investitori. Fu in questa occasione che cominciò ad allacciare rapporti in ambito industriale e istituzionale. Ha incontrato due fratelli di Taškent: Lev e Michail Černej, noti secondo Business Week "per il loro stile rozzo nel fare affari". Mikhail Cherney  ha lavorato con capitali importanti, passando gradualmente dalla produzione di beni di consumo a un più serio "business delle materie prime". Successivamente, Mahmudov si è trasferito a Mosca, dove ha iniziato a collaborare come socio nel "business dell'alluminio" dei fratelli Cherney, partecipando alla gestione di Trans World Group, una società registrata a Londra, fondata dai due fratelli e dai commercianti di metalli del Regno Unito David e Simon Reuben, diventata la prima e più grande azienda privata in Russia nel produrre  alluminio venduto sui mercati occidentali.  Quindi ha assunto fino al 1994 la carica di direttore marketing della Società per Azioni (JSC) ANIS, poi quella di direttore della società industriale e finanziaria JSC Meta-Service che appartiene allo stesso gruppo.  Nel 1994, Mahmudov ha aiutato i fratelli Cherney ad avviare un'attività in Kazakistan, ha partecipato alla privatizzazione dell'impianto di alluminio di Pavlodar. Nel 1996 Iskander Mahmudov ha ottenuto la sua prima posizione di alto livello diventando direttore generale dell'impianto di estrazione e arricchimento di Gaï (Gaisky Mining and Processing Plant),  azienda leader negli Urali nel campo dell'estrazione e dell'arricchimento del minerale di rame.

### Ural Mining and Metallurgical Company (UMMC)
Nel 1999, con il sostegno di Michail Černej che a quel tempo si era separato dal fratello Lev, Mahmudov ha fondato la Ural Mining and Metallurgical Company (UMMC), di cui è presidente e azionista di maggioranza. Suo partner: Andrej Bokarev. Cambia poco dopo il nome della holding in Ural'skaja Gorno-Metallurgičeskaja Kompanija (UGMK) facendo entrare nell'azionariato il suo amico d'infanzia Džalol Chajdarov (in russo Джалол Хайдаров?). La società diventa la quarta più grande azienda metallurgica non ferrosa e il secondo produttore di rame in Russia, riunendo aziende dei settori industriale, minerario, della metallurgia non ferrosa e dell'ingegneria meccanica. L'azienda si diversifica poi nei mercati dello zinco, del piombo, dei metalli preziosi e delle terre rare. Con il suo partner Mahmudov acquisisce anche  una partecipazione del 50% in Izdatelskiy Dom Rodionova (casa editrice Rodionov), che pubblica la versione russa di Business Week.
UMMC ha speso 100 milioni di dollari per costruire l'arena di ghiaccio Šajba per le Olimpiadi di Soči 2014, che ha donato al governo russo dopo i giochi.

## Affari
Iskandar Mahmudov è (o è stato fino al 2022) azionista di queste società. Nel 2022 Mahmudov ha ceduto, insieme al suo socio Andrej Bokarev, le quote di controllo di UMMC JSC, Kuzbassrazrezugol, Management Company JSC, Vostochny Port JSC, Rosterminalugol JSC e ha lasciato i loro consigli di amministrazione.

### Transoil
Nel 2012, Mahmudov e il suo socio in affari Andrej Bokarev hanno acquisito una partecipazione del 13% in Transoil LLC da Gennadij Timčenko Transoil è un operatore ferroviario in Russia. L'azienda è uno dei maggiori vettori ferroviari di petrolio e prodotti petroliferi del paese.

### Transmashholding
AO Transmashholding, una holding parzialmente posseduta da Mahmudov, è un produttore di materiale rotabile per ferrovie e metropolitane in Russia. L'azienda possiede fabbriche a San Pietroburgo, Brjansk, Penza e nelle regioni di Mosca, Rostov e Tver'. Produce locomotive, autocarri e automobili, treni elettrici, autovetture e altri tipi di attrezzature pesanti.
Nel febbraio 2012, il quotidiano RBC ha riferito che Transmashholding aveva acquisito il 75% di Želdorremmaš, una filiale di Russian Railways, uno dei principali attori nel mercato russo della riparazione di locomotive. Nel novembre 2012, Alstom ha acquisito una quota di blocco in TMH per 422 milioni di dollari. A partire dal 2018 gli azionisti di controllo sono Dmitrij Komissarov e Kirill Lipa.

### Kuzbassrazrezugol
Kuzbassrazrezugol è il secondo più grande produttore di carbone in Russia.

### Kunovice Aircraft Industries
UMMC è il proprietario di maggioranza del produttore di aeromobili ceco Kunovice Aircraft Industries. Nel 2012, il Ministero della Difesa russo intendeva utilizzare l'aereo L-410 per addestrare i piloti, che si sarebbero poi addestrati sul nuovo grande aereo Il-476.

### Aeroexpress
Mahmudov possiede una partecipazione del 17,5% in Aeroexpress LLC, un operatore di servizi di trasporto ferroviario tra Mosca e gli aeroporti di Aeroporto di Mosca-Šeremet'evo, Domodedovo e Vnukovo. Un altro 25% di Aeroexpress è di proprietà delle ferrovie russe.

### "Moscow Passenger Company" e "TsPPK"
Nel 2011, la Moscow Passenger Company, di proprietà di I. Mahmudov e A. Bokarev, ha acquistato una partecipazione del 25% nella OJSC Central Suburban Passenger Company, che fornisce il 56% di tutti i trasporti suburbani in Russia. Nel dicembre 2012, la Moscow Passenger Company ha vinto la gara per l'acquisto di un'altra partecipazione del 25% in OJSC TsPPK. Questo acquisto ha aumentato la capitalizzazione della Moscow Passenger Company del 50%.

### Ristorazione
UMMC è proprietaria del 100% delle azioni della holding di ristoranti Food Service Capital, che comprende la Unified Food Network che serve i passeggeri dei treni Sapsan, 17 steakhouse, 3 stabilimenti di pesce, 6 pub e 8 hamburger.

## Fondazione Skolkovo
Iskandar Mahmudov ha donato oltre 1 miliardo di dollari a cause sociali e sanitarie dal 2015, tra cui la Fondazione Skolkovo che mira a creare un ecosistema di imprenditorialità e innovazione e a generare una cultura della start-up in Russia. La fondazione investe nei settori dell'energia, delle tecnologie informatiche strategiche, della biomedicina, del nucleare e delle tecnologie spaziali.

## Vita privata
Ha un figlio dal primo matrimonio, Džachangir, nato il 15 gennaio 1987 a Taškent, divenuto vicedirettore generale dello stabilimento di zinco di Čeljabinsk (Russia) appartenente all'UMMC. Una volta miliardario, si è risposato con Margarita Ildusovna, una top model di origine tartara, dalla quale non ha avuto figli.

### Proprietà
Mahmudov possiede lo Château des Pins a Soings-en-Sologne, 500 ettari di terreno di caccia a Ménars vicino a Blois e una villa a Ramatuelle, nel Varo.
Possiede lo yacht Predator e un jet privato bimotore Gulfstream G650.

## Sanzioni
Il 26 settembre 2022, sullo sfondo dell'invasione russa dell'Ucraina, "in risposta allo svolgimento di referendum fittizi da parte del regime russo", Mahmudov è stato incluso nell'elenco delle sanzioni del Regno Unito per aver sostenuto il governo russo. Per motivi simili, è stato sanzionato dall'Ucraina e dalla Nuova Zelanda. In precedenza, Mahmudov era stato incluso nell'elenco FBK di funzionari corrotti e guerrafondai, con la proposta di imporre sanzioni internazionali contro di lui per "finanziamento della guerra aggressiva della Russia contro l'Ucraina o gestione delle finanze nell'interesse del regime di Putin".
Iskandar Mahmudov e Andrej Bokarev hanno venduto le quote di controllo di UMMC JSC, Kuzbassrazrezugol Management Company JSC, Vostochny Port JSC, Rosterminalugol JSC e hanno lasciato i loro consigli di amministrazione.

## Controversie

### Vera Metallurgica
La procura spagnola ha ipotizzato che nel 2001-2004, tramite la società spagnola Vera Metallurgica (registrata ad Alicante nel settembre 2001 con capitale sociale di 278,5 mila euro; il titolare è Michail Černej; il direttore Eugen Ashenbrenner, scomparso), associato all'UMMC, Mahmudov ha riciclato denaro criminale (compreso il gruppo criminale organizzato Izmajlovo) per un importo di circa 4 milioni di euro. I rappresentanti dell'ufficio del procuratore spagnolo e il giudice Fernando Andreu si recarono in Russia per trasferire i materiali del caso ai colleghi russi e interrogare i sospetti, tra cui Oleg Deripaska.

### Izmailovskaya
Mahmudov è sospettato dalle autorità giudiziarie tedesche e spagnole di essere indirettamente collegato al gruppo criminale Izmaïlovskaïa.

### Caso Benalla
All'inizio del 2019, il suo nome è stato citato più volte dalla stampa francese nell'ambito di uno sviluppo dell'"affare Benalla". Nel giugno 2018, Vincent Crase, gendarme riservista responsabile della sicurezza presso LREM, è stato pagato per fornire servizi di sicurezza privata durante i soggiorni della famiglia di Mahmudov in Francia. Secondo Liberation, che analizza un'inchiesta di Mediapart, la società Mars, società di sicurezza che fa capo a Vincent Crase, avrebbe firmato un "contratto di sicurezza" con Iskander Mahmudov, "un contratto che avrebbe negoziato per conto di Alexandre Benalla mentre il quest'ultimo lavorava ancora all'Eliseo”.